# Баланешти (Деалу Мориј)
Баланешти (рум. Bălănești) насеље је у Румунији у округу Бакау у општини Деалу Мориј. Oпштина се налази на надморској висини од 339 m.

## Становништво
Према подацима из 2002. године у насељу је живело 2 становника.